# Givry-en-Argonne
Givry-en-Argonne je francouzská obec v departementu Marne v regionu Grand Est. V roce 2012 zde žilo 444 obyvatel.

## Sousední obce
Le Châtelier, La Neuville-aux-Bois, Remicourt, Saint-Mard-sur-le-Mont

## Vývoj počtu obyvatel
Počet obyvatel